# Марта Гелхорн
Марта Елис Гелхорн (8 ноември 1908 – 15 февруари 1998) е американска писателка и журналистка, военен кореспондент, отразил повечето големи въоръжени конфликти от края на 30-те до 80-те години на XX век.

## Биография
Гелхорн е родом от Сейнт Луис, Мисури. Учи в колежа Брин Мор в Пенсилвания. Започва кариерата си в края на 20-те години със статии за списание „The New Republic“, а по-късно работи като кореспондент на агенция Юнайтед Прес в Париж, където се приобщава към пацифисткото движение. Като служител на Федералната агенция за извънредна помощ (FERA) през 1936 г. разследва въздействието на Голямата депресия върху социално слабите в Съединените щати.
Първият въоръжен конфликт, който Гелхорн отразява, е гражданската война в Испания. Репортажите ѝ от Мадрид през 1937 г. се харесват на издателите от „Collier's Weekly“. През следващата година тя е в Нацистка Германия и Чехословакия, а след избухването на Втората световна война пише за списанието от Финландия, Хонконг, Бирма и Сингапур. При подготовката на репортажите си става свидетел на десанта в Нормандия и освобождаването на оцелелите от концлагера в Дахау.
След края на световната война Гелхорн в продължение на тридесет години пише за „Atlantic Monthly“. През 1966 г. посещава Виетнам и критикува американската политика за страданията, причинени на мирното население. През 80-те години пише за редица конфликти в Латинска Америка (Салвадор, Никарагуа и Панама).

## Личен живот
Покрай работата си за FERA до Втората световна война Гелхорн се запознава и става близка приятелка с Елинор Рузвелт. По същото време тя се запознава с Ърнест Хемингуей. Двамата са заедно в Испания, където започват интимна връзка. Женят се през 1940 г., след като Хемингуей се развежда с втората си съпруга (Полин Пфайфър). Бракът им продължава пет години.
Самоубива се, омаломощена от рак, на 89-годишна възраст.